# Liceum Ogólnokształcące im. Piotra Skargi w Pułtusku
Liceum Ogólnokształcące im. Piotra Skargi – najstarsza szkoła średnia w Pułtusku. Jej siedziba znajduje się przy ul. Piotra Skargi 2. Od 2019 r. dyrektorem jest mgr Anna Majewska.
Szkoła jest drugim najstarszym liceum w Polsce po placówce w Płocku.

## Historia

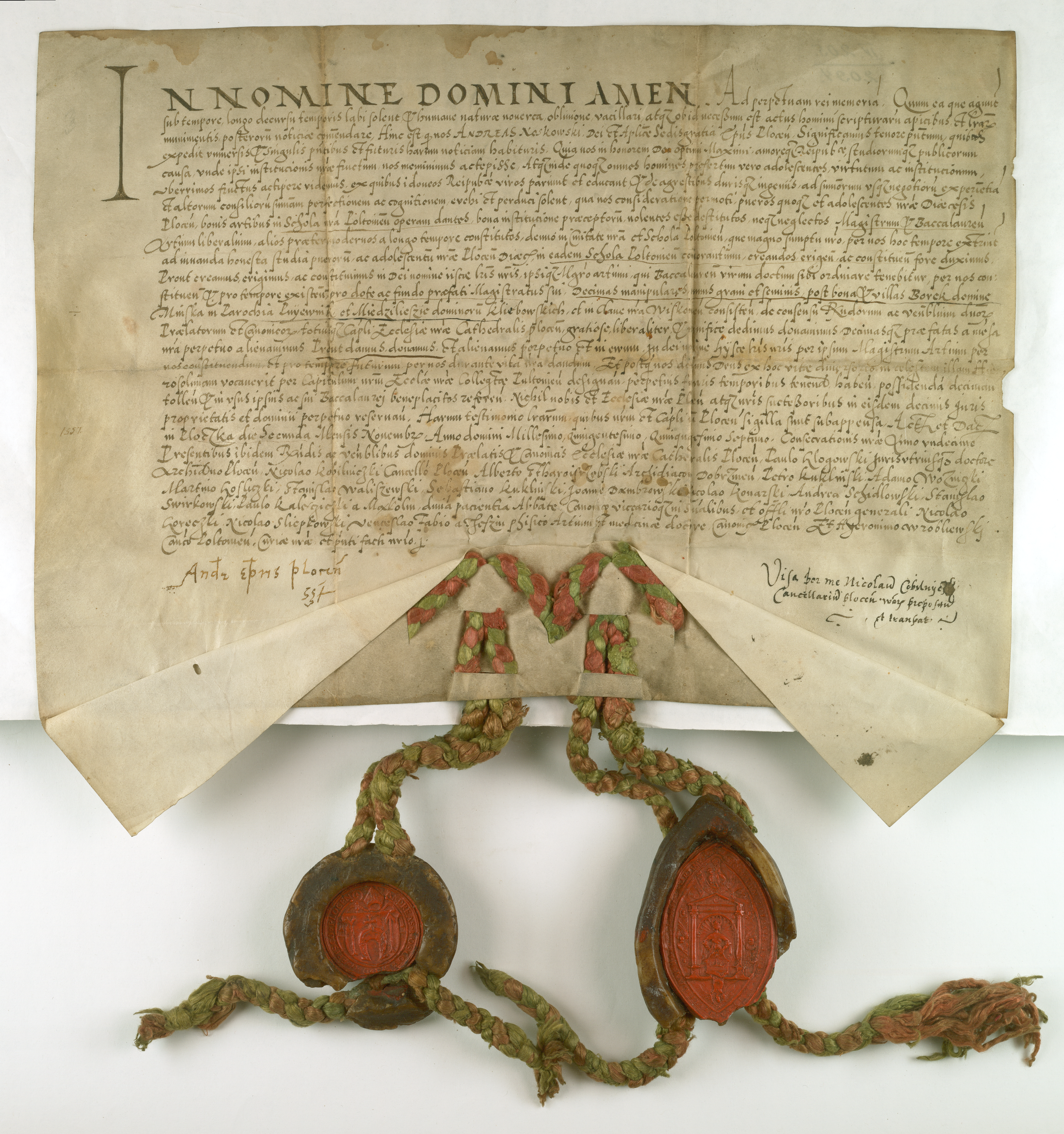
Andrzej Noskowski, biskup płocki, uposaża szkołę w Pułtusku dziesięciną snopową z pewnych dóbr (1557 r.)

- 1440 – założenie przez biskupa płockiego Pawła Giżyckiego szkoły przy kolegiacie; Wykładowcami zostają magistrowie Akademii Krakowskiej, m.in. Jan z Głogowa.
- 1463 – mecenat nad szkołą obejmują biskupi płoccy: Erazm Ciołek i Andrzej Krzycki;
- 1558 – biskup Andrzej Noskowski funduje 20 stypendiów dla uczniów zamierzających studiować na Akademii Krakowskiej.
- 1561 – powstaje szkoła typu gimnazjalnego;
- 1565 – biskup Noskowski sprowadza z Braniewa jezuitów, powierzając im misję stworzenia kolegium. Pierwszym rektorem zostaje Stanisław Rozdrażewski;
- 1563-1571 – funkcję dyrektora pełni Jakub Wujek;
- 1566 – utworzenie przy szkole pierwszego w Polsce teatru publicznego;
- 1568 – szkołę odwiedza Jan Kochanowski;
- 1571-1573 – w szkole wykłada Piotr Skarga;
- 1590 – wizyta króla Zygmunta III Wazy.
- 1773 – po likwidacji zakonu jezuitów, na mocy zarządzenia Komisji Edukacji Narodowej, kolegium uzyskuje status wojewódzkiej szkoły podwydziałowej kształcącej na poziomie średnim;
- 1781 – opiekę nad szkołą przejmują sprowadzeni z Płocka benedyktyni;
- 1797-1798 – dwukrotny pożar szkoły, budowa nowej siedziby;
- 1806-1807 oraz 1812-1813 – zajęcie budynku szkoły przez wojska napoleońskie;
- 1831 – 6-klasowa szkoła wojewódzka odebrana benedyktynom, staje się 4-klasową szkołą obwodową;
- 1872 – wprowadzenie języka rosyjskiego jako wykładowego;
- 1902 – utworzenie 7-klasowego gimnazjum;
- 3 lutego 1905 – strajk uczniów przeciwko wzmożonej rusyfikacji;
- 1913 – powstanie organizacji harcerskiej i tajnych organizacji niepodległościowych;
- 1915 – po wyzwoleniu spod jarzma rosyjskiego, szkoła przyjmuje za patrona Piotra Skargę;
- 1918 – szkoła przyjmuje nazwę Męskie Gimnazjum i Liceum Państwowe im. Piotra Skargi;
- 1921 – reaktywowanie działalności harcerstwa;
- 1935 – w wyniku reformy szkolnictwa powstaje 4-klasowe gimnazjum i 2-klasowe liceum;
- 1945 – odbudowa szkoły ze zniszczeń wojennych, pierwszy po wojnie egzamin maturalny;
- 12 lutego 1948 – aresztowanie członków tajnej szkolnej organizacji AK;
- kwiecień 1949 – pokazowy proces członków szkolnej organizacji AK, zapadają wyroki długoletniego więzienia;
- 1950 – uczeń Ryszard Sosnowski zostaje pierwszym w historii szkoły laureatem Ogólnopolskiej Olimpiady Matematycznej;
- 1950 – po połączeniu Żeńskiego Gimnazjum im. Klaudyny Potockiej z Męskim Gimnazjum im. Piotra Skargi i przyłączeniu klas szkoły podstawowej powstaje Państwowa Szkoła Ogólnokształcąca stopnia podstawowego i licealnego (później tylko licealnego), nie używa się imienia P. Skargi;
- 1960-1963 – budowa internatu;
- 1973 – uhonorowanie szkoły medalem 200-lecia KEN;
- 1973 – nauczyciel historii Włodzimierz Bogdanowicz otwiera Szkolną Izbę Tradycji;
- 1977 – po przyłączeniu liceum wieczorowego powstaje Zespół Szkół Ogólnokształcących;
- 27 marca 1981 – strajk solidarnościowy maturzystów, jedyny na Mazowszu, po brutalnym pobiciu Jana Rulewskiego przez milicję w Bydgoszczy
- 4 listopada 1987 – przywrócenie imienia Piotra Skargi;
- 1989 – ufundowanie nowego sztandaru

## Znani nauczyciele
- Jan z Głogowa
- Jakub Wujek
- Piotr Skarga
- Andrzej Bobola

## Tradycje
Tradycją liceum jest organizowany od 1996 r. co roku Turniej Klas II, w ramach którego uczniowie wykonują prace społeczne na rzecz szkoły, odtwarzają scenki rodzajowe z wykorzystaniem fragmentów „Wspomnień niebieskiego mundurka” i odpowiadają na pytania z historii szkoły. Od 1993 roku odbywają się Szkolne Spotkania ze Sztuką, pokazy talentów z różnych dziedzin uczniów i nauczycieli.